# Ernst Thierbach (Theologe)
Ernst Thierbach (vollständiger Name Joachim Christoph Ernst Thierbach; * 10. Oktober 1768 in Auleben bei Schwarzburg; † 12. Dezember 1851 in Frankenhausen bei Schwarzburg) war ein deutscher Theologe, Fürstlich schwarzburgisch-rudolstädter Konsistorialrat, Superintendent, Pastor und Schulbuch-Autor.

## Leben und Werk
Ernst Thierbach verfasste in den 1830er und 1840er Jahren mehrere Lehrbücher, darunter das 1830 zunächst in Hannover bei der Hahnschen Hofbuchhandlung erschienene Lehrbuch der Katechetik, das später in Leipzig in mehreren Teilen in einer Neuauflage herausgegeben wurde. Der Theologe Karl August Rütenick verfasste 1830 in der Zeitschrift Theologische Studien und Kritiken eine Rezension über Thierbachs Lehrbuch.
Zudem publizierte Thierbach zum Religionsunterricht und vielfach in Sondershausen in der Eupelschen Hofbuchhandlung.
1833 hielt Thierbach als Pastor eine auch gedruckte Predigt nach dem Sturm und der daraufhin in der Nacht vom 15. Februar des Jahres ausgebrochenen Feuersbrunst in Frankenhausen.

## Schriften (Auswahl)
- Ansichten und Erörterungen der Harms’schen Theses. Voigt, Leipzig/Sondershausen 1819 (Digitalisat).
- Der Religionsunterricht in niedern und höhern Schulen, nach seinem Wesen und Zweck dargestellt. Voigt, Sondershausen 1821; 2., mit Zusätzen verm. Aufl. Eupel, Sondershausen 1833.
- Handbuch der Katechetik, eine Anweisung zur Erwerbung der Fertigkeit im Katechisiren, Teil 1–2. Frankenhausen 1822–1823; 2., verb. u. verm. Aufl. Eupel, Sondershausen 1837–1838.
- Katechisirkunst, eine theoretisch practische Anleitung zur Erwerbung der der Fertigkeit im Katechisiren. 5 Teile. Landgraf, Nordhausen 1826–1831.
- Lehrbuch der Katechetik. Zum Unterrichte über dieselbe und zur Selbstbelehrung. Hahn, Hannover 1830.
  - Lehrbuch der Katechetik ..., 4. Teil, 2., unveränderte Auflage, Leipzig 1833.
- Abriß der katechetischen Regeln und Anweisung zur Einübung derselben. Eupel, Nordhausen 1834; 2., verb. u. verm. Aufl. ebd. 1842.
- Lehrbuch der christlichen Religion für Confirmanden und für die obern Classen der Stadt- und Landschulen, auch für die mittlen Classen der Gelehrtenschulen. Sondershausen 1838.
- Die Volksschule, eine Anweisung zu dem Unterricht in derselben und zu deren Beaufsichtigung. Engelhardt, Freiberg 1850 (Digitalisat, Teil 1; Teil 2).